# Barbora Strýcová
Barbora Strýcová, també coneguda com a Barbora Záhlavová-Strýcová (Plzeň, 28 de març de 1986) és una extennista professional txeca.
Va arribar al número 16 del rànquing individual (2017) i fou número 1 en categoria de dobles (2019) coincidint amb el seu primer títol de Grand Slam, Wimbledon. En total va guanyar dos títols de Grand Slam en tres finals disputades, ambdós a Wimbledon i amb Hsieh Su-wei com a parella. També va guanyar una medalla de bronze en els Jocs Olímpics de Rio de Janeiro (2016) en categoria de dobles junt a la seva compatriota Lucie Šafářová, i va guanyar sis vegades la Fed Cup amb l'equip txec.

## Biografia
Strýcová es va casar amb l'ex-tennista txec Jakub Záhlava, que també fou el seu entrenador, i durant aquesta època es coneixia com a Barbora Záhlavová-Strýcová. La parella es va divorciar l'any 2015 i va recuperar el seu nom original.

## Torneigs de Grand Slam

### Dobles femenins: 3 (2−1)
| Resultat   | Núm. | Any  | Torneig          | Parella      | Oponents                        | Marcador |
| ---------- | ---- | ---- | ---------------- | ------------ | ------------------------------- | -------- |
| Guanyadora | 1.   | 2019 | Wimbledon        | Hsieh Su-wei | Gabriela Dabrowski Xu Yifan     | 6−2, 6−4 |
| Finalista  | 1.   | 2020 | Open d'Austràlia | Hsieh Su-wei | Tímea Babos Kristina Mladenovic | 2−6, 1−6 |
| Guanyadora | 2.   | 2023 | Wimbledon (2)    | Hsieh Su-wei | Storm Hunter Elise Mertens      | 7−5, 6−4 |

## Jocs Olímpics

### Dobles
| Any  | Campionat                             | Parella        | Oponents                         | Resultat |
| ---- | ------------------------------------- | -------------- | -------------------------------- | -------- |
| 2016 | Jocs Olímpics, Rio de Janeiro, Brasil | Lucie Šafářová | Andrea Hlaváčková Lucie Hradecká | 7−5, 6−1 |

## Palmarès

### Individual: 8 (2−6)
| Llegenda                                  |
| ----------------------------------------- |
| Grand Slam (0−0)                          |
| WTA Tour Championships / WTA Finals (0−0) |
| Premier Mandatory (0−0)                   |
| Premier 5 (0−0)                           |
| Premier (0−3)                             |
| International (2−3)                       |

| Títols per superfície |
| --------------------- |
| Dura (2−2)            |
| Gespa (0−2)           |
| Terra batuda (0−2)    |

| Resultat   | Núm. | Data                   | Torneig                    | Superfície   | Oponent en la final  | Marcador      |
| ---------- | ---- | ---------------------- | -------------------------- | ------------ | -------------------- | ------------- |
| Finalista  | 1.   | 18 de juliol de 2010   | Praga, República Txeca     | Terra batuda | Ágnes Szávay         | 2−6, 6−1, 2−6 |
| Guanyadora | 1.   | 17 de setembre de 2011 | Quebec, Canadà             | Dura (i)     | Marina Erakovic      | 4−6, 6−1, 6−0 |
| Finalista  | 2.   | 15 de juliol de 2012   | Palerm, Itàlia             | Terra batuda | Sara Errani          | 1−6, 3−6      |
| Finalista  | 3.   | 15 de juny de 2014     | Birmingham, Regne Unit     | Gespa        | Ana Ivanović         | 3−6, 2−6      |
| Finalista  | 4.   | 19 d'octubre de 2014   | Luxemburg, Luxemburg       | Dura (i)     | Annika Beck          | 2−6, 1−6      |
| Finalista  | 5.   | 20 de febrer de 2016   | Dubai, Emirats Àrabs Units | Dura         | Sara Errani          | 0−6, 2−6      |
| Finalista  | 6.   | 19 de juny de 2016     | Birmingham (2)             | Gespa        | Madison Keys         | 3−6, 4−6      |
| Guanyadora | 2.   | 15 d'octubre de 2017   | Linz, Àustria              | Dura (i)     | Magdaléna Rybáriková | 6−4, 6−1      |

### Dobles femenins: 51 (32−19)
| Abans de 2009                | Després de 2009         |
| ---------------------------- | ----------------------- |
| Grand Slam (2−1)             |                         |
| WTA Tour Championships (0−1) |                         |
| Tier I (0−0)                 | Premier Mandatory (3−1) |
| Tier II (1−0)                | Premier 5 (5−3)         |
| Tier III (0−1)               | Premier (9−2)           |
| Tier IV i V (2−3)            | International (10−7)    |

| Títols per superfície |
| --------------------- |
| Dura (19−14)          |
| Gespa (5−0)           |
| Terra batuda (8−5)    |

| Resultat   | Núm. | Data                   | Torneig                         | Superfície   | Parella               | Oponents en la final                     | Marcador            |
| ---------- | ---- | ---------------------- | ------------------------------- | ------------ | --------------------- | ---------------------------------------- | ------------------- |
| Finalista  | 1.   | febrer de 2005         | Bogotà, Colòmbia                | Terra batuda | Ľubomíra Kurhajcová   | Emmanuelle Gagliardi Tina Pisnik         | 4−6, 3−6            |
| Guanyadora | 1.   | 1 de maig de 2005      | Varsòvia, Polònia               | Terra batuda | Tatiana Perebiynis    | Klaudia Jans Alicja Rosolska             | 6−1, 6−4            |
| Guanyadora | 2.   | maig de 2005           | Rabat, Marroc                   | Terra batuda | Émilie Loit           | L. Domínguez Lino Núria Llagostera Vives | 3−6, 7−6(6), 7−5    |
| Finalista  | 2.   | maig de 2005           | Praga, República Txeca          | Terra batuda | Jelena Kostanić       | Nicole Pratt Émilie Loit                 | 7−6(6), 4−6, 4−6    |
| Finalista  | 3.   | 7 de gener de 2006     | Auckland, Nova Zelanda          | Dura         | Émilie Loit           | Elena Likhovtseva Vera Zvonariova        | 3−6, 4−6            |
| Finalista  | 4.   | 5 de gener de 2008     | Auckland (2)                    | Dura         | Martina Müller        | Lilia Osterloh Maria Korítseva           | 3−6, 4−6            |
| Guanyadora | 3.   | 3 d'agost de 2008      | Estocolm, Suècia                | Dura         | Iveta Benešová        | Petra Cetkovská Lucie Šafářová           | 7−5, 6−4            |
| Finalista  | 5.   | 8 de març de 2009      | Monterrey, Mèxic                | Dura         | Iveta Benešová        | Nathalie Dechy Mara Santangelo           | 3−6, 4−6            |
| Finalista  | 6.   | 19 de juliol de 2009   | Praga (2)                       | Terra batuda | Iveta Benešová        | Katerina Bondarenko Alona Bondarenko     | 1−6, 2−6            |
| Guanyadora | 4.   | 20 de setembre de 2009 | Quebec, Canadà                  | Dura         | Vania King            | Sofia Arvidsson Séverine Beltrame        | 6−1, 6−3            |
| Guanyadora | 5.   | 25 d'octubre de 2009   | Luxemburg, Luxemburg            | Dura (i)     | Iveta Benešová        | Vladimíra Uhlířová Renata Voráčová       | 6−1, 0−6, [10−7]    |
| Guanyadora | 6.   | 14 de febrer de 2010   | París, França                   | Dura (i)     | Iveta Benešová        | Cara Black Liezel Huber                  | Renúncia            |
| Guanyadora | 7.   | 27 de febrer de 2010   | Acapulco, Mèxic                 | Terra batuda | Polona Hercog         | Sara Errani Roberta Vinci                | 2−6, 6−1, [10−2]    |
| Guanyadora | 8.   | 7 de març de 2010      | Monterrey                       | Dura         | Iveta Benešová        | Anna-Lena Grönefeld Vania King           | 3−6, 6−4, [10−8]    |
| Finalista  | 7.   | 11 de juliol de 2010   | Bastad, Suècia                  | Terra batuda | Renata Voráčová       | Gisela Dulko Flavia Pennetta             | 6−7(0), 0−6         |
| Finalista  | 8.   | 19 de setembre de 2010 | Quebec                          | Dura         | Bethanie Mattek-Sands | Sofia Arvidsson Johanna Larsson          | 1−6, 6−2, [6−10]    |
| Guanyadora | 9.   | 2 d'octubre de 2010    | Tòquio, Japó                    | Dura         | Iveta Benešová        | Shahar Pe'er Peng Shuai                  | 6−4, 4−6, [10−8]    |
| Guanyadora | 10.  | 17 d'octubre de 2010   | Linz, Àustria                   | Dura (i)     | Renata Voráčová       | Květa Peschke Katarina Srebotnik         | 7−5, 7−6(6)         |
| Finalista  | 9.   | 24 d'octubre de 2010   | Luxemburg                       | Dura (i)     | Iveta Benešová        | Timea Bacsinszky Tathiana Garbin         | 4−6, 4−6            |
| Guanyadora | 11.  | 15 de gener de 2011    | Sydney, Austràlia               | Dura         | Iveta Benešová        | Květa Peschke Katarina Srebotnik         | 4−6, 6−4, [10−7]    |
| Guanyadora | 12.  | 6 de març de 2011      | Monterrey (2)                   | Dura         | Iveta Benešová        | Anna-Lena Grönefeld Vania King           | 6−7(8), 6−2, [10−6] |
| Guanyadora | 13.  | 1 de maig de 2011      | Barcelona, Espanya              | Terra batuda | Iveta Benešová        | Natalie Grandin Vladimíra Uhlířová       | 5−7, 6−4, [11−9]    |
| Guanyadora | 14.  | 18 de juny de 2011     | 's-Hertogenbosch, Països Baixos | Gespa        | Klára Zakopalová      | Dominika Cibulková Flavia Pennetta       | 1−6, 6−4, [10−7]    |
| Guanyadora | 15.  | 23 d'octubre de 2011   | Luxemburg (2)                   | Dura (i)     | Iveta Benešová        | Lucie Hradecká Iekaterina Makàrova       | 7−5, 6−3            |
| Guanyadora | 16.  | 29 d'abril de 2012     | Stuttgart, Alemanya             | Terra batuda | Iveta Benešová        | Julia Görges Anna-Lena Grönefeld         | 6−4, 7−5            |
| Guanyadora | 17.  | 15 de juliol de 2012   | Palerm, Itàlia                  | Terra batuda | Renata Voráčová       | Darija Jurak Katalin Marosi              | 7−6(5), 6−4         |
| Finalista  | 10.  | 14 d'octubre de 2012   | Linz                            | Dura (i)     | Julia Görges          | Anna-Lena Grönefeld Květa Peschke        | 3−6, 4−6            |
| Finalista  | 11.  | 9 de gener de 2016     | Auckland (3)                    | Dura         | Danka Kovinić         | An-Sophie Mestach Elise Mertens          | 6−2, 3−6, [5−10]    |
| Guanyadora | 18.  | 19 de juny de 2016     | Birmingham, Regne Unit          | Gespa        | Karolína Plíšková     | Vania King Alla Kudryavtseva             | 6−3, 7−6(1)         |
| Guanyadora | 19.  | 21 d'agost de 2016     | Cincinnati, Estats Units        | Dura         | Sania Mirza           | Martina Hingis CoCo Vandeweghe           | 7−5, 6−4            |
| Guanyadora | 20.  | 25 de setembre de 2016 | Tòquio (2)                      | Dura         | Sania Mirza           | Liang Chen Yang Zhaoxuan                 | 6−1, 6−1            |
| Finalista  | 12.  | 1 d'octubre de 2016    | Wuhan, Xina                     | Dura         | Sania Mirza           | B. Mattek-Sands Lucie Šafářová           | 1−6, 4−6            |
| Finalista  | 13.  | 14 de gener de 2017    | Sydney                          | Dura         | Sania Mirza           | Tímea Babos A. Pavliutxénkova            | 4−6, 4−6            |
| Finalista  | 14.  | 2 d'abril de 2017      | Miami, Estats Units             | Dura         | Sania Mirza           | Gabriela Dabrowski Xu Yifan              | 4−6, 3−6            |
| Guanyadora | 21.  | 18 de març de 2018     | Indian Wells, Estats Units      | Dura         | Hsieh Su-Wei          | Iekaterina Makàrova Ielena Vesninà       | 6−4, 6−4            |
| Finalista  | 15.  | 20 de maig de 2018     | Roma, Itàlia                    | Terra batuda | Andrea S. Hlaváčková  | Ashleigh Barty Demi Schuurs              | 3−6, 4−6            |
| Guanyadora | 22.  | 25 d'agost de 2018     | New Haven, Estats Units         | Dura         | Andrea S. Hlaváčková  | Hsieh Su-wei Laura Siegemund             | 6−4, 6−7(7), [10−4] |
| Finalista  | 16.  | 23 de setembre de 2018 | Tòquio                          | Dura (i)     | Andrea S. Hlaváčková  | Miyu Kato Makoto Ninomiya                | 4−6, 4−6            |
| Finalista  | 17.  | 29 de setembre de 2016 | Wuhan (2)                       | Dura         | Andrea S. Hlaváčková  | Elise Mertens Demi Schuurs               | 3−6, 3−6            |
| Guanyadora | 23.  | 7 d'octubre de 2018    | Pequín, Xina                    | Dura         | Andrea S. Hlaváčková  | Gabriela Dabrowski Xu Yifan              | 4−6, 6−4, [10−8]    |
| Guanyadora | 24.  | 23 de febrer de 2019   | Dubai                           | Dura         | Hsieh Su-wei          | Lucie Hradecká Iekaterina Makàrova       | 6−4, 6−4            |
| Guanyadora | 25.  | 11 de maig de 2019     | Madrid, Espanya                 | Terra batuda | Hsieh Su-Wei          | Gabriela Dabrowski Xu Yifan              | 6−3, 6−1            |
| Guanyadora | 26.  | 23 de juny de 2019     | Birmingham (2)                  | Gespa        | Hsieh Su-wei          | Anna-Lena Grönefeld Demi Schuurs         | 6−4, 6−7(4), [10−8] |
| Guanyadora | 27.  | 14 de juny de 2019     | Wimbledon, Regne Unit           | Gespa        | Hsieh Su-wei          | Gabriela Dabrowski Xu Yifan              | 6−2, 6−4            |
| Finalista  | 18.  | 3 de novembre de 2019  | WTA Finals, Shenzhen, Xina      | Dura (i)     | Hsieh Su-wei          | Tímea Babos Kristina Mladenovic          | 1−6, 3−6            |
| Guanyadora | 28.  | 12 de gener de 2020    | Brisbane, Austràlia             | Dura         | Hsieh Su-wei          | Ashleigh Barty Kiki Bertens              | 3−6, 7−6(7), [10−8] |
| Finalista  | 19.  | 2 de febrer de 2020    | Open d'Austràlia, Austràlia     | Dura         | Hsieh Su-wei          | Tímea Babos Kristina Mladenovic          | 2−6, 1−6            |
| Guanyadora | 29.  | 22 de febrer de 2020   | Dubai (2)                       | Dura         | Hsieh Su-wei          | Barbora Krejčiková Zheng Saisai          | 7−5, 3−6, [10−5]    |
| Guanyadora | 30.  | 28 de febrer de 2020   | Doha, Qatar                     | Dura         | Hsieh Su-wei          | Gabriela Dabrowski Jeļena Ostapenko      | 6−2, 5−7, [10−2]    |
| Guanyadora | 31.  | 20 de setembre de 2020 | Roma                            | Terra batuda | Hsieh Su-wei          | Anna-Lena Friedsam Raluca Olaru          | 6−2, 6−2            |
| Guanyadora | 32.  | 15 de juliol de 2023   | Wimbledon (2)                   | Gespa        | Hsieh Su-wei          | Storm Hunter Elise Mertens               | 7−5, 6−4            |

#### Períodes com a número 1
| Núm. | Precedida per       | Dates                   | Succeïda per        | Setmanes | Acumulat |
| ---- | ------------------- | ----------------------- | ------------------- | -------- | -------- |
| 1.   | Kristina Mladenovic | 15/07/2019 − 06/10/2019 | Kristina Mladenovic | 12       | 12       |
| 2.   | Kristina Mladenovic | 21/10/2019 − 02/02/2020 | Hsieh Su-wei        | 15       | 27       |

### Equips: 3 (3−0)
| Resultat   | Núm. | Data                      | Torneig                                | Superfície | Equip                                               | Oponents                                                            | Marcador |
| ---------- | ---- | ------------------------- | -------------------------------------- | ---------- | --------------------------------------------------- | ------------------------------------------------------------------- | -------- |
| Guanyadora | 1.   | 14−15 de novembre de 2015 | Copa Federació, Praga, República Txeca | Dura (i)   | Petra Kvitová Karolína Plísková Lucie Šafářová      | Iekaterina Makàrova A. Pavliutxénkova Ielena Vesninà Maria Xaràpova | 3−2      |
| Guanyadora | 2.   | 12−13 de novembre de 2016 | Copa Federació, Estrasburg, França (2) | Dura (i)   | Lucie Hradecká Petra Kvitová Karolína Plísková      | Alizé Cornet Caroline Garcia Kristina Mladenovic Pauline Parmentier | 3−2      |
| Guanyadora | 3.   | 10−11 de novembre de 2018 | Copa Federació, Praga (3)              | Dura (i)   | Barbora Krejčiková Petra Kvitová Katerina Siniakova | Danielle Collins Sofia Kenin Nicole Melichar Alison Riske           | 3−0      |

## Trajectòria

### Individual
| Torneig | 2003        | 2004        | 2005        | 2006        | 2007        | 2008        | 2009        | 2010        | 2011        | 2012   | 2013        | 2014        | 2015        | 2016   | 2017        | 2018        | 2019        | 2020        | 2021   | 2022   | 2023   | Títols    | V – D     |
| --- | ----------- | ----------- | ----------- | ----------- | ----------- | ----------- | ----------- | ----------- | ----------- | ------ | ----------- | ----------- | ----------- | ------ | ----------- | ----------- | ----------- | ----------- | ------ | ------ | ------ | --------- | --------- |
| Open d'Austràlia | Q2          | 2R          | 1R          | Q2          | Q2          | Q2          | 1R          | 2R          | 3R          | 2R     | A           | 2R          | 3R          | 4R     | 4R          | 4R          | 1R          | 1R          | 1R     | A      | A      | 0 / 14    | 17 – 14   |
| Roland Garros | A           | 2R          | 1R          | Q3          | Q1          | Q1          | 1R          | 1R          | 1R          | 1R     | 1R          | 1R          | 1R          | 3R     | 2R          | 4R          | 1R          | 2R          | A      | A      | A      | 0 / 14    | 8 – 14    |
| Wimbledon | 1R          | 1R          | 2R          | Q3          | 1R          | 3R          | 1R          | 3R          | 2R          | 1R     | 2R          | QF          | 1R          | 3R     | 2R          | 3R          | SF          | NC          | A      | A      | 2R     | 0 / 17    | 22 – 17   |
| US Open | Q3          | 1R          | 1R          | Q2          | Q1          | 1R          | 2R          | 1R          | 1R          | 1R     | Q1          | 3R          | 3R          | 1R     | 2R          | 3R          | 1R          | A           | A      | A      | 1R     | 0 / 14    | 8 – 14    |
| Jocs Olímpics | NC          | 1R          | No celebrat | No celebrat | No celebrat | A           | No celebrat | No celebrat | No celebrat | A      | No celebrat | No celebrat | No celebrat | 2R     | No celebrat | No celebrat | No celebrat | No celebrat | A      | NC     | NC     | 0 / 2     | 1 – 2     |
| WTA Elite Trophy | No celebrat | No celebrat | No celebrat | No celebrat | No celebrat | No celebrat | No celebrat | Absent      | Absent      | Absent | Absent      | Absent      | Absent      | Absent | RR          | RR          | Absent      | Absent      | Absent | Absent | Absent | 0 / 2     | 2 – 2     |
| Total Victòries–Derrotes | 0–1         | 15–17       | 8–15        | 0–1         | 3–5         | 5–9         | 13–20       | 16–22       | 24–28       | 13–21  | 5–6         | 29–24       | 31–26       | 39–24  | 43–25       | 26–23       | 19–20       | 5–8         | 0–2    |        |        | 294 – 297 | 294 – 297 |
| Rànquing a final d'any | 161         | 56          | 142         | 164         | 156         | 76          | 69          | 67          | 44          | 92     | 92          | 26          | 41          | 20     | 23          | 33          | 33          | 37          | 336    |        |        |           |           |
| Llegenda: G: Guanyadora; F: Finalista; SF: Semifinalista; QF: Quarts de final; Q: Qualificació; A: Absent; RR: Round Robin; NC: No celebrat; |             |             |             |             |             |             |             |             |             |        |             |             |             |        |             |             |             |             |        |        |        |           |           |

### Dobles femenins
| Open d'Austràlia | A   | A           | 1R          | 1R          | 3R    | 2R          | 2R          | 3R          | 2R    | A           | 2R          | SF          | 3R    | 3R          | QF          | SF          | F           | 2R  | A  | A  | 0 / 15    | 29 – 15   |
| Roland Garros | A   | 2R          | 3R          | 1R          | 1R    | 2R          | 3R          | 1R          | 1R    | 1R          | 2R          | QF          | 2R    | A           | SF          | 3R          | 3R          | A   | A  | A  | 0 / 15    | 19 – 15   |
| Wimbledon | A   | 3R          | 2R          | 2R          | A     | 3R          | 3R          | 3R          | 2R    | QF          | 2R          | 3R          | 3R    | 3R          | 3R          | G           | NC          | A   | A  | G  | 2 / 15    | 35 – 13   |
| US Open | A   | 1R          | 1R          | 1R          | 1R    | 2R          | 3R          | QF          | 2R    | 2R          | SF          | 3R          | QF    | SF          | 3R          | 3R          | A           | A   | A  | 3R | 0 / 16    | 26 – 16   |
| Jocs Olímpics | 1R  | No celebrat | No celebrat | No celebrat | A     | No celebrat | No celebrat | No celebrat | A     | No celebrat | No celebrat | No celebrat | 3a    | No celebrat | No celebrat | No celebrat | No celebrat | A   | NC | NC | 0 / 2     | 4 – 2     |
| WTA Finals | A   | A           | A           | A           | A     | A           | A           | A           | A     | A           | A           | A           | A     | A           | SF          | F           | NC          | A   | A  | A  | 0 / 2     | 4 – 4     |
| Total Victòries−Derrotes | 1−5 | 21−11       | 14−10       | 8−13        | 15−13 | 32−15       | 43−19       | 36−19       | 33−21 | 12−9        | 23−17       | 20−17       | 37−15 | 28−15       | 42−16       | 37−12       | 23−3        | 1−2 |    |    | 426 – 232 | 426 – 232 |
| Rànquing a final d'any | 179 | 43          | 54          | 80          | 66    | 35          | 20          | 22          | 20    | 44          | 32          | 28          | 17    | 15          | 5           | 1           | 2           | 26  |    |    |           |           |
| Llegenda: G: Guanyadora; F: Finalista; SF: Semifinalista; QF: Quarts de final; Q: Qualificació; A: Absent; RR: Round Robin; |     |             |             |             |       |             |             |             |       |             |             |             |       |             |             |             |             |     |    |    |           |           |

### Dobles mixts
| Open d'Austràlia | A  | QF | 2R | A  | A | A | 1R | A | A | A | A | 1R | 1R | A | A  | 0 / 5 | 3 – 5 |
| Roland Garros | A  | 2R | 2R | A  | A | A | A  | A | A | A | A | NC | A  | A | A  | 0 / 2 | 2 – 2 |
| Wimbledon | 2R | 1R | 2R | A  | A | A | 1R | A | A | A | A | NC | A  | A | 1R | 0 / 5 | 1 – 5 |
| US Open | A  | A  | QF | 1R | A | A | A  | A | A | A | A | NC | A  | A | QF | 0 / 3 | 4 – 3 |
| Llegenda: G: Guanyadora; F: Finalista; SF: Semifinalista; QF: Quarts de final; Q: Qualificació; A: Absent; RR: Round Robin; |    |    |    |    |   |   |    |   |   |   |   |    |    |   |    |       |       |

## Guardons
- ITF Junior World Champion (2002)